# Municipio de Črenšovci
Črenšovci es un municipio de Eslovenia, situado en el este del país en la frontera con Croacia, en la región estadística del Mura y región histórica de Transmurania. Su capital es la localidad de Črenšovci.
En 2018 tiene 3926 habitantes.
Se ubica en la orilla septentrional del río Mura, en el punto en el cual el río empieza a marcar la frontera entre Eslovenia y Croacia.

## Localidades
El municipio comprende las siguientes localidades:
- Črenšovci (la capital)
- Dolnja Bistrica
- Gornja Bistrica
- Srednja Bistrica
- Trnje
- Žižki